# Galapagos landleguan
Galapagos landleguan eller drushuvud (Conolophus subcristatus) är en art i familjen leguaner (Iguanidae) som lever uteslutande på land till skillnad från sin släkting havsleguanen. Djuret är endemiskt på Galapagosöarna. Det uppskattas att Galapagos landleguanen har en livslängd på 8-15 år, men kan uppnå 50 års ålder.

## Ekologi
Hannarna är revirhävdande och skyddar aggressivt sina revir som oftast innehåller mer än en hona.
De lever ensamma förutom när det är parningstid.
Under dagtid absorberar leguanerna värme från solen genom att sola på stenar och klippor, och nattetid sover de i hålor för att bevara sin kroppsvärme. Dessa leguaner har ett symbiotiskt förhållande med fåglar. Dessa plockar bort parasiter och fästingar från ödlans hud. På så sätt slipper ödlan ohyra och fåglarna får mat.

## Utseende
Galapagos landleguan har en gul, orange eller brun färg på kroppen och en beige, brun eller svart rygg. Den är främst gul eller orange på huvudet och benen. Galapagos landleguan kan bli upp till 120 cm lång. Hannarna blir oftast större än honorna och kan väga upp till 13 kg. Till skillnad från dess nära släkting havsleguanen saknar Galapagos landleguan simhud mellan tårna, har en kortare svans, svagare ryggkam och en längre hals.

## Diet
Landleguaner är främst växtätande och livnär sig på kaktus, fallfrukt och lågt växande plantor, dock har vissa individer visat att de komplettera sin kost med insekter, tusenfotingar och kadaver. Eftersom sötvatten är en bristvara på öarna den lever på, är Galapagos landleguanens främsta sötvattenkälla fukten från kaktus som utgör 80% av dess kost. Under regnperioden får den sitt sötvatten främst från stillastående vattensamlingar på öarna.

## Parning
Galapagos landleguaner blir könsmogna vid åtta till femton års ålder, beroende på vilken ö de är från. Parningstid varierar också mellan öarna. Snart efter parningen migrerar honorna till sandiga områden på öarna, där gräver de sen en håla där de lägger 2–25 ägg. Äggen kläcks efter 3–4 månader.
På South Plaza Island, där havsleguaner och Galapagos landleguaner lever ihop parar sig två individer från de två olika arterna ibland, vilket resulterar i en blandning av funktioner från varje art, och kallas hybridleguan. Avkomman blir troligen steril.

## Population
År 2006 uppskattades det finnas mellan 5 000 och 10 000 landleguaner (C. subcristatus och C. pallidus) kvar på Galapagos. Båda är av Internationella naturvårdsunionen (IUCN) rödlistade som sårbara (VU).

### Isla San Salvadors leguaner
Tidigare fanns det så rikligt av dessa leguaner på Isla San Salvador, påpekade Charles Darwin,  att det forskningsteam han ingick i inte kunde hitta en plats fri från ödlornas hålor, som de kunde slå upp sitt enda tält på. Men sedan öarna efter upptäckten blev bebodda har hela populationer (inklusive alla djur på Santiago Island 1835) utplånats av införda vilda predatorer, såsom grisar, råttor, katter och hundar. Isla San Salvador är grisfri sedan 2004, vilket möjliggjorde att parkmyndigheterna i 2019 kunde utsätta 1 400 leguaner, dessa kom från den närliggande ön North Seymour.